# Ум-ель-Буакі
Ум-ель-Буакі (араб. أم الـبـواقي, фр. Oum El Bouaghi) — місто на північному сході Алжиру. Адміністративний центр однойменного вілаєту.
| Алжир | Це незавершена стаття з географії Алжиру. Ви можете допомогти проєкту, виправивши або дописавши її. |